# Johan Mekkink
Johannes (Johan) Mekkink (Velp, 27 augustus 1904 - Renkum, 30 oktober 1991) was een Nederlands aquarellist, glasschilder, schilder, tekenaar, vervaardiger van mozaïek en museumdirecteur.

## Leven en werk
Johan Mekkink was de enige zoon van meubelmaker Jannes Mekkink (1876-1958) en dienstmeisje Klazina Scholts (1871-1958). Het echtpaar had ook twee dochters. Op 25 juli 1945 trouwde Johan Mekkink in Velp met Wilhelmina Maria Lukasina van den Brink, geboren op 8 november 1904 te Monster en overleden te Emmen op 26 januari 1984. Wilhelmina was gescheiden en had twee zoons uit haar eerste huwelijk.
Aanvankelijk werkte Mekkink als meubel-schrijnwerker bij zijn vader. Hij genoot tot 1929 de opleiding MO hand- en decoratief-tekenen aan de Opleiding Kunstoefening in Arnhem en was leerling bij Gerard van Lerven en Henk Schilling. In deze tijd kwam Mekkink in contact met Dick Ket die zijn werk beïnvloedde. Mekkink was ook bevriend met beeldhouwer en tekenaar Leo Braat en de letterkundige Johan van der Woude.
Hij was werkzaam in Velp (Rheden), Arnhem (vanaf 1924), Amsterdam (omstreeks 1944) en Oosterbeek (Renkum) (1948 - 1991). Zijn onderwerpen waren stillevens, landschappen, portretten, christelijk religieuze voorstellingen en stadsgezichten.
Mekkink was lid en secretaris van Artibus Sacrum (Arnhem) (omstreeks 1927), De Onafhankelijken (werkend lid vanaf 1933), De Brug (werkend lid vanaf 1934), Werkgemeenschap Arnhemse Kunstenaars (W.A.K) (omstreeks 1948), Nederlands Kunstenaars Genootschap (1969) en de Haagse Kunstkring (werkend lid). Mekkink werd in 1952 door de toenmalige directeur van het Arnhems Gemeentemuseum A.J. de Lorm aangetrokken als wetenschappelijk medewerker. Van 1954 tot 1967 was hij adjunct-directeur en van 1967 tot 1969 directeur van dit museum. Hij werd daar opgevolgd door Pierre Janssen.

## Exposities
- 1979 - Gemeentemuseum Arnhem

## Tijdlijn
- Biografisch Portaal: 10425892
- Gemeinsame Normdatei: 174245564
- International Standard Name Identifier: 0000 0000 6903 8243
- Nederlandse Thesaurus van Auteursnamen: 068854471
- RKD-Nederlands Instituut voor Kunstgeschiedenis: 55060
- Union List of Artist Names: 500084032
- Virtual International Authority File: 96286449
- WorldCat: E39PBJrgJmWmvW6HqT7PYcqbBP